# 崔立 (金朝)
崔立（？—1234年7月26日），將陵（今山东德州）人，金朝将領。

## 經歷
年少時貧窮，曾入寺廟工作。金宣宗兴定四年（1220年），崔立以游民投靠九公之一的上党公完颜开，因功历任都统、提控，遥领太原知府。金哀宗正大初年，入汴京，实授官品未至三品官。天兴元年（1232年）正月，三峰山之战，金军大败于蒙古军。三月，蒙古军围南京（今河南开封），崔立任安平都尉。十二月，哀宗逃往归德府（今河南商丘），参知政事完颜奴申、枢密副使完颜习揑阿卜留守南京，崔立为京城西面元帅。
天兴二年（1233年）正月，崔立与孛术鲁长哥、韩铎、药安国等人率200甲士人攻入尚书省官邸，杀死完颜奴申和完颜习揑阿卜，和点检温屯阿里、谏议大夫左右司郎中乌古孙奴申等人。崔立说卫绍王太子完颜从恪的妹妹岐国公主在蒙古军中，逼迫太后以完颜从恪为梁王监国。崔立自称太师、军马都元帅、尚书令、郑王，弟弟崔倚为平章政事、崔侃为殿前都点检，孛术鲁长哥为御史中丞，韩铎为副元帅兼知开封府事，折希颜、药安国、张军奴、完颜合达为元帅，师肃为左右司郎中，贾良为兵部郎中兼右司都事。
崔立投降蒙古，崔立在开封城西南青城拜见速不台。回开封撤掉城防，欲做一百年前的刘豫之事成为蒙古的傀儡皇帝，搜刮开封城内金银。后派遣当时在城内的中京留守完颜思烈之子前往中京劝降，未果。四月，崔立将两宫、梁王、荆王完颜守纯及宗室送到青城。蒙古兵入城时掠取崔立的妻妾、宝玉。崔立闻知大恸，亦无可奈何。
都尉山西人李崎，受到崔立妹婿折希颜的侮辱，妻子也被崔立觊觎，联合都尉权东面元帅李贱奴，安平都尉司千户李伯渊计划杀死崔立。元太宗六年六月二十八日（1234年7月25日），李伯渊夜烧外封丘门，第二天早晨，崔立前往视察还城，李伯渊在途中杀崔立和折希颜、苑秀，把崔立尸体系在马尾上，大声说：“立杀害劫夺，烝淫暴虐，大逆不道，古今无有，当杀之不？”万口齐应：“寸斩之未称也。”将崔立首级在承天门悬于木上以祭金哀宗，籍抄崔立家。

## 延伸阅读
[在维基数据编辑]
 在维基文库阅读此作者作品
 《金史/卷115》，出自脱脱《遼史》